# 1898 в авіації
Основна стаття: Авіація.

## Події
- 20 жовтня — у Франції засновано аероклуб Aéro-Club de France, найстаріше об'єднання авіаторів у світі.

### Без точної дати
- Семюел Пірпонт Ленглі отримав грант збройних сил США в сумі 50 тис. доларів США і 20 тис. доларів США від Смітсонівського інституту на розробку пілотованого літака, який він назвав «Аеродром» (від двох грецьких слів, у перекладі означають «повітряний бігун»).
- Фердинандом фон Цеппеліном засновано «Акціонерне товариство сприяння повітроплавання» (нім. Aktiengesellschaft zur Förderung der Luftschiffahrt), з основним (базовим) капіталом у 800 тис. золотих марок[1].

### Перший політ
- 2 вересня — Альберто Сантос-Дюмон здійснив політ на першій повітряній кулі власної розробки, що звалася «Brésil» («Бразилія»).

## Персоналії

### Народилися
- 2 січня — Франц Бюхнер (нім. Franz Büchner, † 18 березня 1920), німецький льотчик-винищувач, один з кращих асів Першої світової війни із 40 збитими літаками супротивника, займає 11-е місце серед німецьких асів.
- 3 січня — Федосеєнко Павло Федорович, військовий пілот-аеронавт, командир екіпажу стратостата «Осоавіахим-1».
- 24 лютого — Курт Танк (нім. Kurt Waldemar Tank), німецький авіаційний конструктор, льотчик-випробувач, очолював конструкторський відділ в компанії «Фокке-Вульф» (нім. Focke-Wulf-Flugzeugbau AG) з 1931 по 1945.
- 26 березня — Анта́нас Густа́йтіс[lt] (лит. Antanas Gustaitis), литовський авіаконструктор, інженер, бригадний генерал Війська литовського, командувач литовською військовою авіацією з 1935 до її ліквідації у 1940.
- 9 квітня — Чухновський Борис Григорович, радянський авіатор, один з перших полярних льотчиків.
- 15 червня — Hubertus Strughold[de], німецький дослідник у галузі авіаційної медицини.
- 26 червня — Вільгельм Мессершмітт (нім. Wilhelm Emil Messerschmitt) — німецький авіаконструктор і виробник літаків-винищувачів. Однією з найзначніших розробок конструктора став літак Мессершмітт Bf 109.
- 19 серпня — Лісунов Борис Павлович, радянський авіаконструктор, інженер-полковник, організатор виробництва літака Лі-2.
- 7 листопада — Шавров Вадим Борисович, радянський авіаконструктор, кандидат технічних наук (1945), історик авіації. Найбільш відомий створенням декількох типів літаючих човнів і двотомної монографії «Історія конструкцій літаків в СРСР».
- 23 листопада — Логачов Олександр Андрійович, радянський вчений-геофізик, який створив аеромагнітометр.
- 2 грудня — Індра Лал Рой[en] (Beng. ইন্দ্রলাল রায়, англ. Indra Lal Roy), на прізвисько Малець (англ. Laddie), найвідоміший індійський льотчик-ас часів Першої світової війни. Збив у складі Королівських ВПС Великої Британії 10 літаків противника за 170 годин нальоту. Перший індієць, удостоєний британським Хрестом «За видатні льотні заслуги».

#### Без точної дати
- Жорж Абріаль (фр. Georges Abrial), французький авіаконструктор, фахівець з аеродинаміки, створював масштабні моделі планерів.

## Галерея

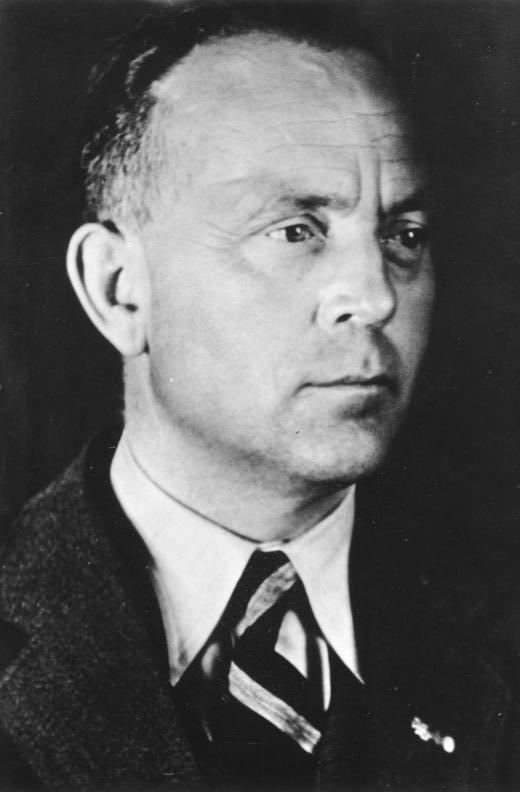
Курт Танк
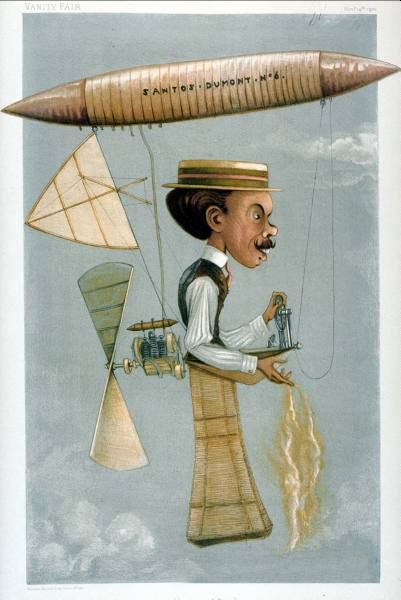
Шарж на політ Альберто Сантос-Дюмона
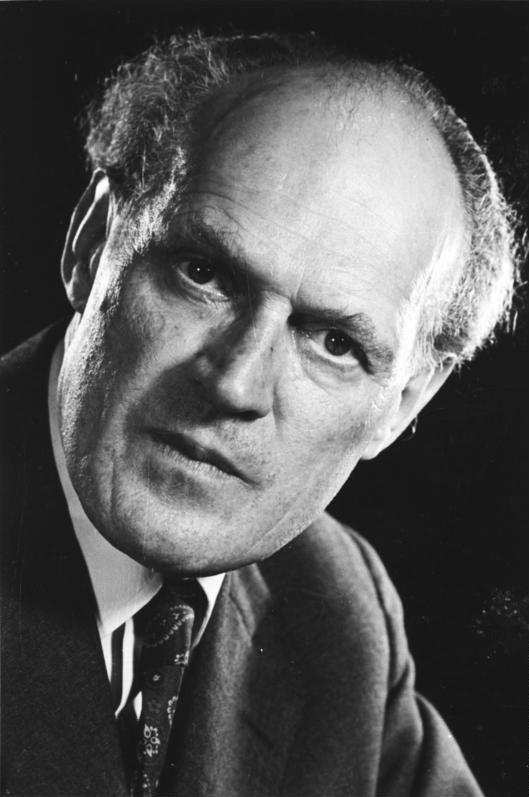
Вільгельм Еміль Мессершмітт
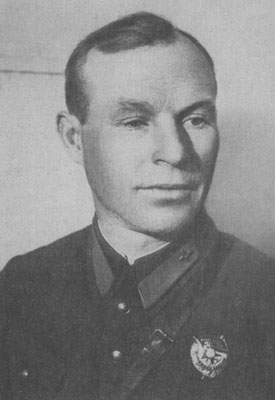
Павло Федосеєнко
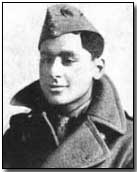
Індра Лал Рой
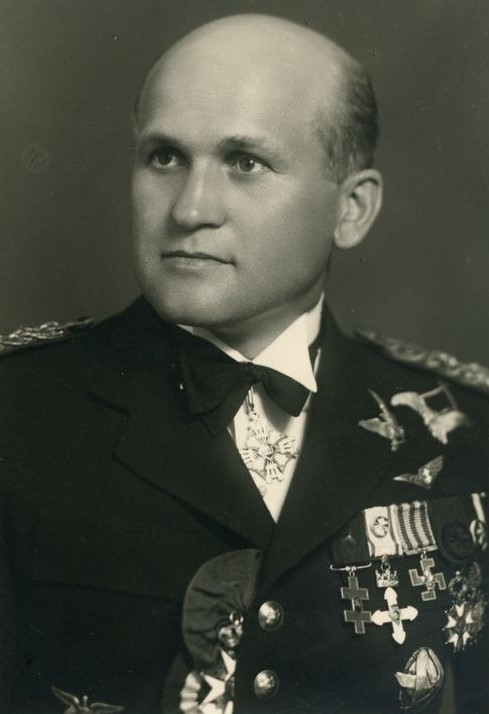
Анта́нас Густа́йтіс
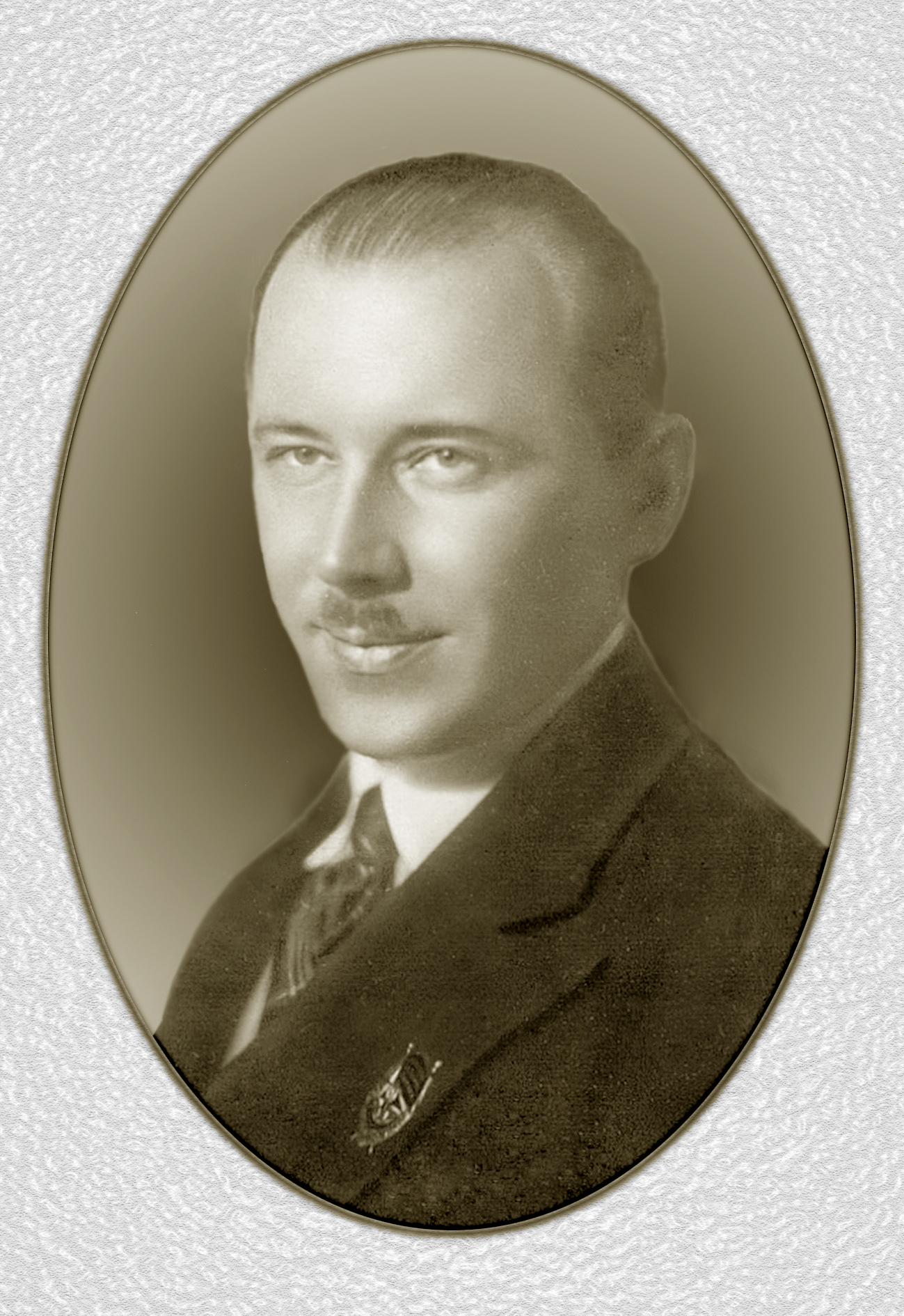
Борис Чухновський